# 酒井藤兵衛
酒井 藤兵衛（さかい とうべえ/とうひょうえ、弘化元年（1844年）-明治44年（1911年）3月15日）は、明治時代の浮世絵の版元、浮世絵商兼収集家。

## 来歴
酒井家は信濃国（現・長野県）松本で諸式問屋をしており、豪商として知られていた。6代目の平助（1776年‐1842年）は寛政の頃に干支倉といわれる蔵を12個構えていた。この平助が文人墨客を好んだため、江戸から葛飾北斎、歌川広重のほか、歌川派の浮世絵師たちが多く出入りしていたといわれ、自ずと浮世絵を集めるようになったという。7代目の理兵衛（1810年‐1869年）は江戸の狂歌師の間でもその名を知られ、広重による『百人一首鐘声抄』にその肖像が描かれている。この理兵衛のとき、佐久間象山から「好古堂」の号を授かったとされる。
8代目の藤兵衛は1870年（明治3年）、東京へ進出、神田淡路町2-4に酒井好古堂を開業し、肉筆浮世絵などの収集とともに浮世絵の複製、復刻、頒布を手がけるようになる。劇書『古今役者物語』（写本）など浮世絵に関連する資料収集にも熱心であったことは、西尾市岩瀬文庫が『古今役者物語』を所蔵した経緯に伝わっており、酒井好古堂の顧客に坪内逍遥がいたことがわかる。
1903年（明治36年）、『写楽名画揃』、翌1904年（明治37年）『歌麿名画揃』を刊行した。1906年（明治39年）9月には木挽町の万安楼で浮世絵商仲間の村田金兵衛（長生舘）、吉田金兵衛（章林堂）、吉田竹次郎、黒崎惣吉、渡辺庄三郎、諏訪松之助とともに7人で「福寿会」という浮世絵の交換会を開催している。その後、1907年（明治40年）6月、自著『浮世絵手鑑』を好古堂から刊行する。1911年（明治44年）没。享年は数えで68。
墓所は台東区谷中の信行寺。

## 著書
- 『写楽名画揃』東洲斎写楽 (画)、好古堂、東京、1903年。doi:10.11501/2533724。全国書誌番号:40070258。
- 喜多川歌麿 (画) 著、酒井藤兵衛 (編) 編『歌麿名画揃』好古堂、1904年。doi:10.11501/850026。全国書誌番号:40069834。 図版23枚
- 酒井藤兵衛『浮世絵手鑑』好古堂、1907年。 NCID BB03733698。
- 安藤広重 (画)、酒井藤兵衛 (臨写)『広重近江八景』好古堂、1907年。doi:10.11501/851542。全国書誌番号:40070736。 1帖
- 葛飾北斎 (画)、酒井藤兵衛 (臨写)『富岳三十六景七種』好古堂、1907年。doi:10.11501/851550。全国書誌番号:40070742。

## 出版物
版元として刊行した主な書籍は次が知られている。
- 佐山半七丸『都風俗化粧傳』 1巻、速水春暁斎 (挿絵)、酒井藤兵衛、1813年。doi:10.11501/1885690。 NCID BA42656046。[9]下巻首によると書名は『都風俗化粧傳 : 女子愛敬』。
- 佐山半七丸『女子風俗化粧秘傳』 2巻、速水春暁斎 (挿絵)、酒井藤兵衛、1813年。doi:10.11501/1885696。 NCID BB22809312。
- 佐山半七丸『女子風俗化粧秘傳』 3巻、速水春暁斎 (挿絵)、酒井藤兵衛、1813年。doi:10.11501/1885704。 NCID BB00611082。
- 馬島杏雨 (馬島芳・序)『画銭譜』酒井藤兵衛、ほか2肆、1899年。2巻2冊